# Havannah
Havannah ist ein strategisches Brettspiel, das von dem Niederländer Christian Freeling Anfang der 1980er Jahre erfunden wurde.
Es wurde 1981 und 1982 in die Auswahlliste zum Spiel des Jahres aufgenommen.

## Regeln

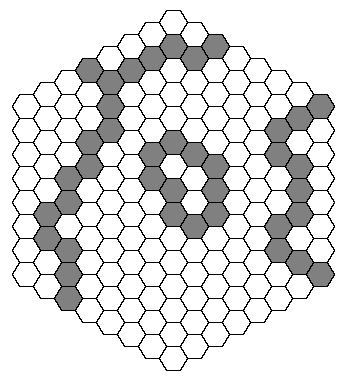
Havannah-Brett mit den drei Gewinnstrukturen

- Es wird auf einem sechseckigen Brett aus sechseckigen Feldern gespielt. Man findet 271 Felder, wenn an jeder Seite des Bretts zehn Felder liegen. Andere Brettgrößen sind aber ebenso möglich. Weit verbreitet sind 8 Felder Kantenlänge, was insgesamt 169 Felder ergibt. Das Bild zeigt gerade ein Brett mit acht Feldern an jeder Seite.
- Das Brett ist zu Beginn leer.
- Die Spieler („Weiß“ und „Schwarz“) setzen abwechselnd einen Stein ihrer Farbe auf ein leeres Feld, Weiß beginnt.
- Der Spieler, der zuerst eine Brücke, eine Gabel oder einen Ring aus den Steinen seiner Farbe bildet, gewinnt.
  - Eine Brücke ist eine Verbindung von zwei beliebigen Eckfeldern (im Bild rechts gezeigt).
  - Eine Gabel ist eine Verbindung von drei Seiten des Bretts, wobei die Eckfelder nicht zu den Seiten gezählt werden (im Bild links).
  - Ein Ring ist eine in sich geschlossene Verbindung, die mindestens ein darin liegendes Feld umschließt (in der Bildmitte). Ob und von welchem Spieler die umschlossenen Felder besetzt sind, spielt dabei keine Rolle.
- Wenn alle Felder besetzt sind, ohne dass ein Spieler eine dieser drei Strukturen bilden konnte, endet das Spiel unentschieden.

## Eigenschaften
- Das Spiel ist zyklusfrei. Eine Spielsituation kann nicht wiederholt werden, da die Zahl der Steine mit jedem Zug wächst.
- Ein Unentschieden ist möglich, aber in der Praxis sehr selten.